# Pentaria hirsuta
Pentaria hirsuta är en skalbaggsart som beskrevs av Smith 1882. Pentaria hirsuta ingår i släktet Pentaria och familjen ristbaggar. Inga underarter finns listade i Catalogue of Life.